# Thembili
 (janvier 2019).

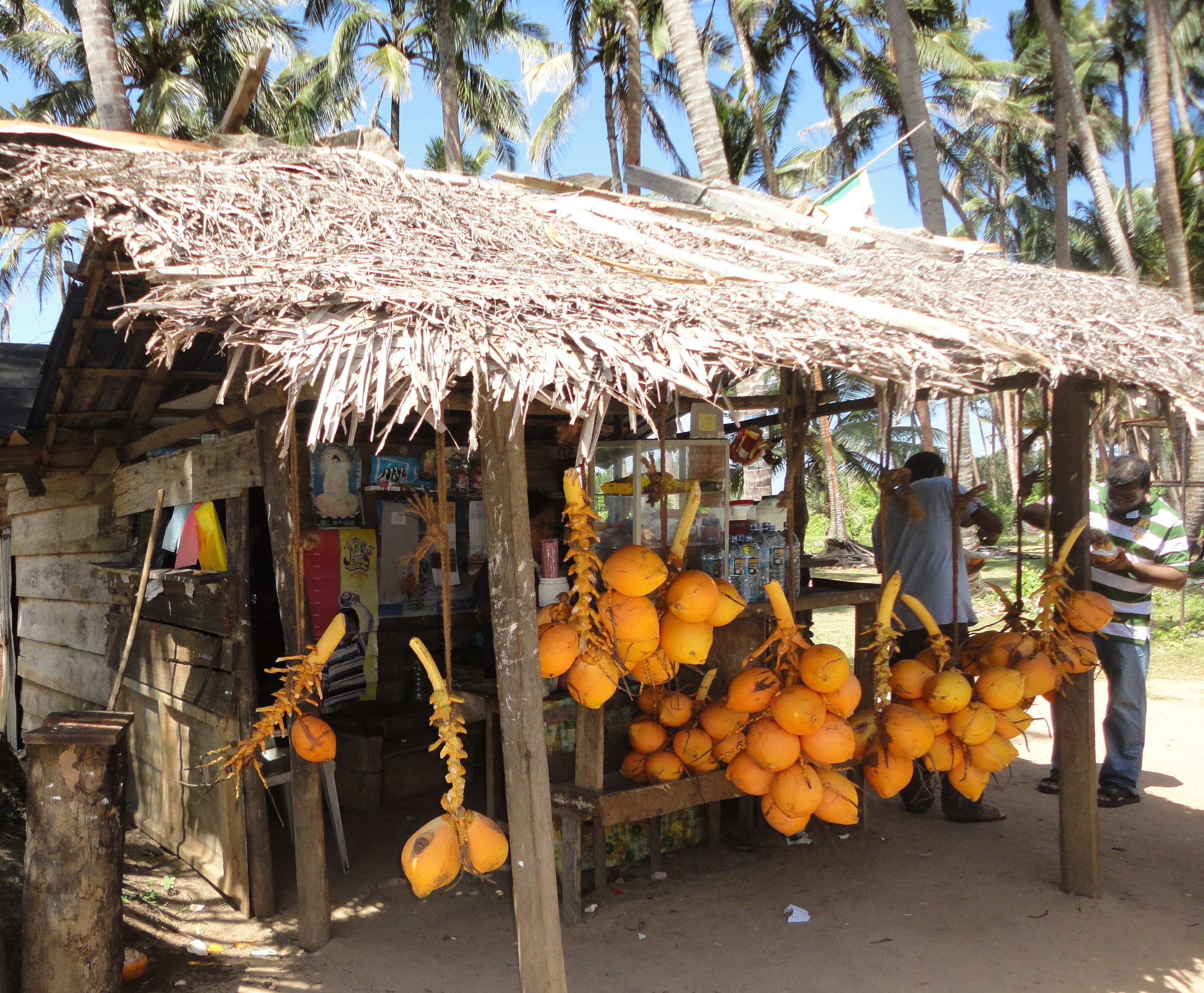
Kiosque Thembili par une route principale au Sri Lanka

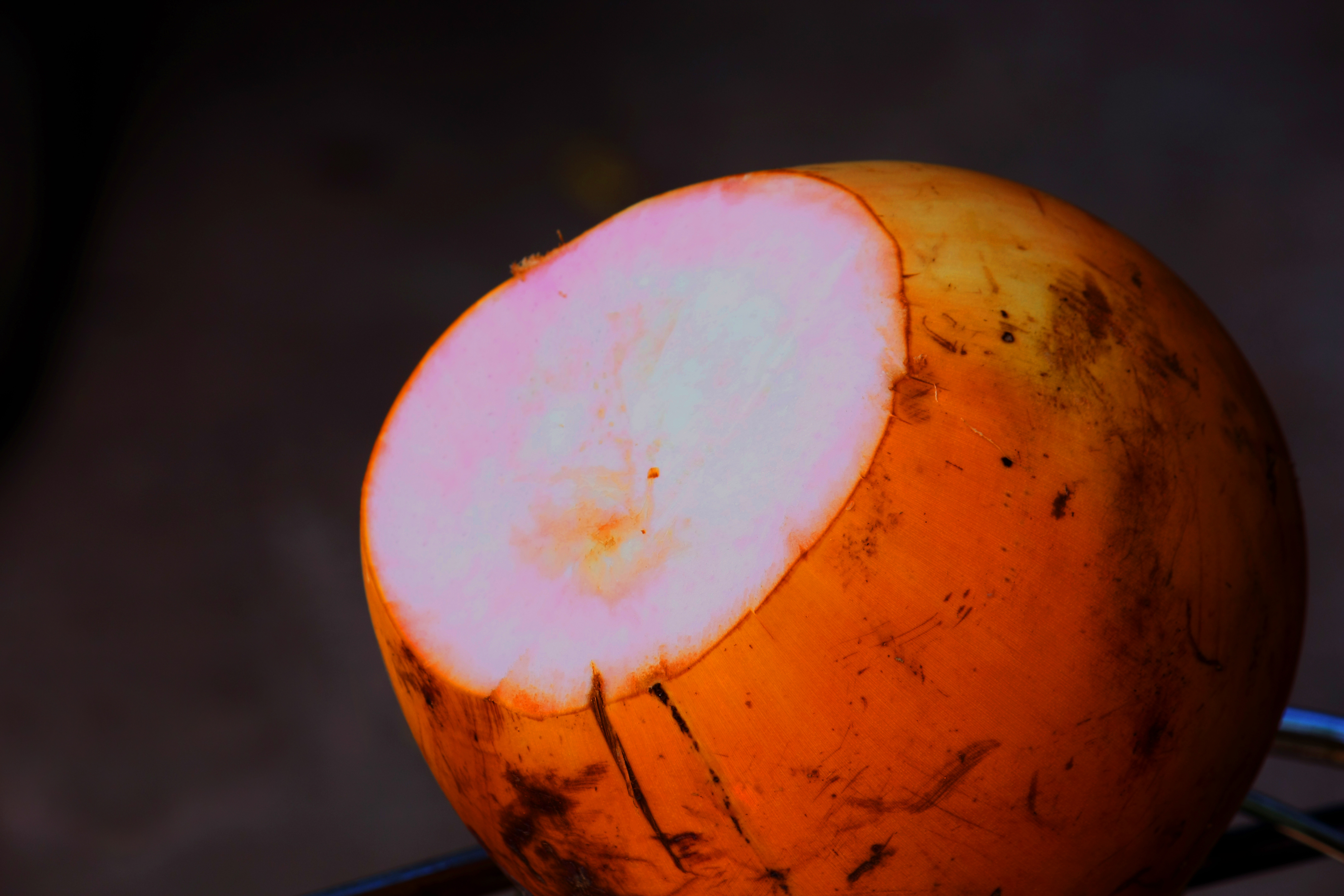
Noix de coco King Red, une variété / forme rare qui a une couleur rose sous l'épicarpe.

La Thembili ( Sinhala : තැඹිලි ) est une variété de noix de coco originaire du Sri Lanka. Plus douce que la noix de coco ordinaire, il en existe plusieurs sous-variétés de la noix de coco royale, la plus commune étant la « naine rouge » (kaha thambili, communément appelée gon thambili). L'autre variété est « ran thambili », une variété plus petite contenant environ quarante noix dans un groupe. Le cocotier royal est plus court que les cocotiers et on le trouve couramment seul dans de nombreuses régions du pays.
L'eau de coco King a été utilisée dans l'Ayurveda. L' une des utilisations les plus courantes est un mélange de Aralu poudre (myrobalans) ajoutée à l'eau d'une noix de coco roi. 
Il existe de nombreuses variétés de noix de coco cultivées au Sri Lanka. La plupart d’entre elles sont en cours de développement par l’intermédiaire de l’institut national de recherche sur la noix de coco. Selon une recherche menée, ils ont identifié ces variétés lors d'une récente mission d'exploration de matériel génétique de noix de coco dans la province méridionale du Sri Lanka.

## Variétés
| Common name      | Variety/form                   | Features |
| ---------------- | ------------------------------ | --- |
| Sri Lanka Tall   | (Typical/Typica)               | Tall stature, allogamous, heterogeneous, flowers in 6–7 years, medium-sized nuts, 20–25 nuts per bunch, 60–80 nuts per palm per year.                                             |
| Gon Thembili     | (Typica/Gon thembili)          | Similar to Sri Lanka Tall. Ivory-coloured nuts, petioles, and inflorescences. |
| Nawasi           | (Typica/Nawasi)                | Similar to Sri Lanka Tall. Soft mesocarp edible in the immature nut. Yields soft fibre when mature.                                                                               |
| Pora pol         | (Typica/Pora pol)              | Similar to Sri Lanka Tall. Remarkably thick-shelled nuts. |
| Ran Thembili     | (Typica/Ran thembili)          | Similar to Sri Lanka Tall. Pink-coloured mesocarp in immature fruit and a pink whorl under the perianth. Large nuts.                                                              |
| Kamandala        | (Typica/Kamandala)             | Similar to Sri Lanka Tall. Large-sized nuts (largest among local forms), and few nuts per bunch (2–5 nuts per bunch).                                                             |
| Bodiri           | (Typica/Bodiri)                | Similar to Sri Lanka Tall. Small-sized nuts, and large number per bunch (30–100 nuts per bunch). Seasonal nut production.                                                         |
| Dikiri           | (Typica/Dikiri)                | Similar to Sri Lanka Tall. Some nuts contain a jelly-like endosperm. |
| King Coconut     | (Aurantiaca/King coconut)      | Intermediate stature, autogamous, homogeneous, fruits in 6–7 years, seasonal flower production, medium-sized nuts with orange epicarp, and sweet nut water; 25–50 nuts per bunch. |
| Nawasi Thembili  | (Aurantiaca/Nawasi thembili)   | Similar to King Coconut. Soft and edible mesocarp like Nawasi. |
| Rathran Thembili | (Aurantiaca/Rathran thembili)  | Similar to King Coconut. Pink-coloured mesocarp, and a pink whorl under the perianth.                                                                                             |
| Green Dwarf      | (Nana/Green dwarf or Pumila)   | Dwarf stature, autogamous, homogeneous, fruits in 3–4 years, small-sized nuts with green epicarp. Low copra content, 80–150 nuts per palm per year.                               |
| Yellow Dwarf     | (Nana/Yellow dwarf or Eburnea) | Similar to Green dwarf. Nuts with yellow epicarp. |
| Red Dwarf        | (Nana/Red dwarf or Regia)      | Similar to Green dwarf. Nuts with red epicarp. |
| Brown Dwarf      | (Nana/Brown dwarf or Braune)   | Similar to Green dwarf. Nuts with a brown epicarp. |

## Religion
La Thembili est invoquée dans le cadre d'importants rituels sri-lankais de guérison, les tovil. Elle désigne l'un des huit objets de bon augure et est associée à l'une des huit figures masquées pali au travers d'un masque : le tambili paliya, qui signifie apparition ou présentation de la noix de coco. Dans ce contexte, la noix de coco est employée pour attirer puis contrôler les démons (yakku) et les esprits (preta) en tant qu'objet sacrificiel offert aux dieux. Populaire au Sri Lanka, le lait de coco est réputé avoir des propriétés médicinales de guérison.